# Big Spring (Texas)
Big Spring város az USA Texas államában. Lakosainak száma 26 144 fő (2020. április 1.).

## Népesség
A település népességének változása:
| Lakosok száma | 25 233 | 27 282 | 26 144 |
|               | 2000   | 2010   | 2020   |